# Капибара
Капибара или водено прасе (лат. Hydrochoerus hydrochaeris) је јужноамерички глодар из породице морске прасади (Caviidae). Највећи је глодар на свету и члан рода Hydrochoerus. Блиски сродници ове врсте су моко и морско прасе. Једини други постојећи члан је мала капибара (Hydrochoerus isthmius). Капибара насељава саване и густе шуме и живи у близини водених површина. То је веома друштвена врста и може се наћи у групама од чак 100 јединки, али обично живи у групама од 10-20 јединки. Капибара се лови због меса и крзна, као и због масноће са дебеле масне коже. Не сматра се угроженом врстом.

## Класификација и филогенија
Капибара и мала капибара припадају потфамилији Hydrochoerinae заједно са керодоном. Постојеће капибаре и њихови изумрли рођаци су претходно били класификовани у сопствену породицу . Од 2002. године, молекуларне филогенетичке студије су препознале блиску везу између Hydrochoerus и керодона, подржавајући смештање оба рода у потпородицу .
Палеонтолошке класификације су раније користиле Hydrochoeridae за све капибаре, док су Hydrochoerinae користиле за постојећи род и његове најближе фосилне сроднике, као што је Neochoerus, али је недавно усвојеna класификацијa Hydrochoerinae унутар Caviidae. Таксономија фосилних хидрохоерина се такође мења. Последњих година, разноврсност фосилних хидрохоерина је значајно смањена. Ово је углавном због препознавања да кутњаци капибаре показују снажне варијације у облику током живота јединке. У једном случају, сада се сматра да материјал који се некада односио на четири рода и седам врста на основу разлика у облику кутњака представља различито старе јединке једне врсте, Cardiatherium paranense. Међу фосилним врстама, назив „капибара“ се може односити на многе врсте Хидроцхоеринае које су ближе повезане са модерним Hydrochoerus него на „кардиоминске“ глодаре попут Cardiomys. Фосилни родови Cardiatherium, Phugatherium, Hydrochoeropsis, и Neochoerus су капибаре под тим концептом.

## Изглед
Капибара има кратку главу и велико тело прекривено длаком црвено-браон боје на леђима која прелази у жуто-браон нијансу на стомаку ове животиње. Њене знојне жлезде могу се наћи на површини длакавих делова коже, што је необична особина међу глодарима. Животињи недостаје доња длака, а њена заштитна длака се мало разликује од покровне длаке. Одрасле капибаре нарасту до 106—134 cm (3,48—4,40 ft) у дужину, кад стоје високе у хрбати 50—62 cm (20—24 in) и обично теже 35—66 kg (77—146 lb), са просеком венецуеланских ланоса од 48,9 kg (108 lb). Женке су нешто теже од мужјака. Највеће забележене тежине су 91 kg (201 lb) за дивљу женку из Бразила и  73,5 kg (162 lb) за дивљег мужјака из Уругваја. Такође, 2001. или 2002. године у Сао Паулу је пријављена јединка од 81 кг. Зубна формула је 1.0.1.31.0.1.3. Капибаре имају благо укрштене ноге и рудиметарни реп.  Задње ноге су им нешто дуже од предњих ногу; имају три прста на задњим и четири прста на предњим ногама. Њушке су им тупе, са ноздрвама, а очи и уши су им при врху главе.
Њеn кариотип има  = 66 и  = 102, што значи да има 66 хромозома са укупно 102 крака.

## Екологија
Капибаре су полуводени сисари који се налазе у готово свим земљама Јужне Америке осим Чилеа. Живе у густим шумама у близини водених површина, као што су језера, реке, мочваре и баре, као и у поплављеним саванама и дуж река у тропским прашумама. Оне су врхунски пливачи и могу да задрже дах под водом и до пет минута. Сточни рачеви су подесно станиште за капибаре. Оне обитавају по матичним подручјима у просеку од 10 хектара (25 хектара) у популацији високе густине.
Многи бегунци из заточеништва такође се могу наћи у сличним воденим стаништима широм света. Уочавања су прилично честа на Флориди, иако популација која се размножава још није потврђена. Ове одбегле популације се јављају у областима где су живеле праисторијске капибаре; Капибаре из касног плеистоцена су насељавале Флориду и Hydrochoerus gaylordi је обитавао у Гренади, а дивље капибаре у Северној Америци могу заправо да попуне еколошку нишу плеистоценских врста. Године 2011, један примерак је примећен на централној обали Калифорније.

### Исхрана и предација
Ова врста је биљојед и хране се претежно травом, воденим биљкама, воћем и кором дрвета. Капибара је избирљива животиња и храни се лишћем једне биљке упркос многим другим врстама биљака којима је окружена. Током кишне сезоне храни се травом, а када наступе суше и трском. Док преферентно једу траву током влажне сезоне, током сушне сезоне морају да пређу на изобилнију трску. Биљке које капибаре једу током лета губе своју хранљиву вредност зими, те се у то време не конзумирају. Зглоб вилице капибаре није окомит, тако да жваћу храну млевењем напред-назад, а не са једне на другу страну. Капибаре су аутокопрофаги, што значи да једу сопствени измет као извор бактеријске цревне флоре, да помогну у варењу целулозе у трави која чини њихову нормалну исхрану и да извуку максимум протеина и витамина из своје хране. Оне такође враћају храну да би је поново жвакале, слично жвакању крава од стране стоке. Као што је случај са другим глодарима, предњи зуби капибара непрестано расту да би надокнадили стално трошење због конзумирања траве;  њихови образни зуби такође стално расту.

## Распрострањење
Ареал капибаре обухвата већи број држава у Јужној Америци. 
Врста има станиште у Аргентини, Венецуели, Колумбији, Бразилу, Перуу, Еквадору, Боливији, Парагвају, Гвајани, Суринаму, Француској Гвајани и Уругвају.

## Станиште
Станишта капибаре су шуме, речни екосистеми и слатководна подручја.

## Угроженост
Капибара није угрожена, и категорисана је као таксон за који постоји мали ризик од изумирања од изумирања јер је широко распрострањен.